# JUNK FUNK PUNK
JUNK FUNK PUNK（ジャンク・ファンク・パンク）は、日本のバンドである。

## 概要
Cocco、つじあやの、aikoらのプロデューサー根岸孝旨、西川貴教らと結成したabingdon boys schoolや布袋寅泰のサポートで知られる岸利至、矢井田瞳、堂本剛を手がけるギタリスト西川進という日本のロック/ポップ・ミュージック・シーンにおいて、音楽プロデューサー/ミュージシャン3人が結成したスーパーバンド。
始まりはオアシスの「Fuckin' in the Bushes」に触発された根岸孝旨が、「ロックバンドが打ち込みをやるのもいいな」と思ったのがきっかけ。
基本は打ち込みでドラマーは無し、ギターとベースは絶対に生演奏というコンセプトで、あらゆるジャンルをクロスオーバーさせたような枠にとらわれない音楽スタイルを追求している。
岸利至がバンドロゴやアルバムジャケットのアートディレクションを行い、1stシングル「BIG FISH!」では志方つちひさを起用した。

## 略歴
2005年10月26日の「ねぎま（根岸孝旨まつり）」でユニット結成。

## メンバー
- 根岸孝旨
  - ベース、アコースティック・ギター、ボーカル担当。9月28日生まれ、埼玉県出身、血液型A型[6][7]。
  - ベーシスト、作曲家、編曲家、音楽プロデューサーとして活動するほか、Dr.StrangeLove、kōkuaなどのバンド活動も展開する。
  - 主な仕事：Cocco、サザンオールスターズ、GRAPEVINE、つじあやの、PUFFY、スネオヘアー、aiko、中島美嘉、奥田民生、藤井フミヤ、吉井和哉、LOVE PSYCHEDELICO、hitomiなど[7]。
- 岸利至
  - シンセサイザー、キーボード、プログラミング、ボコーダー担当。10月17日生まれ、千葉県出身、血液型O型[6][8]。
  - 作曲家、編曲家、音楽プロデューサーとして活動。坂本龍一のシンセサイザー・オペレーターとしてキャリアをスタートさせる。布袋寅泰の映画「Kill Bill」の音楽制作に参加。代表作はテレビ東京系「日経スペシャル・ガイアの夜明け」メインテーマの作・編曲など。[8]
  - 主な仕事：高橋幸宏、細野晴臣、坂本龍一、YMO、布袋寅泰、今井美樹、T.M.Revolution、SMAP、ゴスペラーズ、Cocco、Dr.StrangeLove、DAIGO☆STARDUSTなど[8]。
- 西川進
  - エレクトリック・ギター、アコースティック・ギター、エレクトリック・シタール、コーラス担当。7月9日生まれ、滋賀県近江八幡市出身、血液型A型[6][9]。
  - 「感情直結型ギタリスト」と名乗り、 独創的かつ存在感のあるギタープレイで様々なアーティストのレコーディングやライブに参加。また作曲・編曲・サウンドプロデュースにも行う[9]。
  - 主な仕事：井上陽水、CHAGE and ASKA、CHAGE、aiko、椎名林檎、矢井田瞳、平原綾香、藤井フミヤ、中村雅俊、稲垣潤一、松任谷由実、浜崎あゆみ、YUKI、中島美嘉、DAIGO☆STARDUST、堂本剛、Cocco、一青窈など[9]。

## ディスコグラフィー

### ライブ・アルバム
|     | 発売日        | タイトル                | 規格           | 規格品番 | レーベル | 備考 |
| --- | ------------- | ----------------------- | -------------- | -------- | -------- | ---- |
| 1st | 2010年8月27日 | TOUR 2010 "Celebration" | Photo Book＋CD |          |          |      |

## コンサート・ツアー
- 1st Album Listening Party !!
  - 2008年5月14日(水) 吉祥寺SHUFFLE
- 1st Tour 2008 “LISTEN !”
  - 2008年6月14日(土) 恵比寿 LIVEGATE TOKYO
  - 2008年6月20日(金) 名古屋 ell.SIZE
  - 2008年6月21日(土) 大阪 knave